# Présent de l'indicatif
« Indicatif présent » redirige ici. Pour l'émission de radio, voir Indicatif présent (émission de radio).
Le présent de l'indicatif ou indicatif présent est le présent du mode indicatif.

## Valeurs
Au mode indicatif, une même forme de présent peut représenter non seulement la valeur de présent mais aussi, à l’aide du contexte, les autres valeurs temporelles fondamentales, le passé et le futur. C’est pourquoi, le présent de l’indicatif est considéré comme le terme non marqué du temps en tant que trait grammatical. La valeur du présent est parfois précisée par un complément du verbe.

### En tant que temps absolu
Le temps présent est appelé « absolu » lorsque sa valeur ne dépend pas du temps d’un autre verbe. C’est surtout le cas dans les phrases simples et dans les propositions principales.
Premièrement, il y a une valeur du temps présent qui se limite au moment de la parole, et d’autres qui incluent ce moment dans une plage de temps qui comprend le passé et le futur aussi.
La valeur d’actualité consiste en ce que le procès est limité au moment de la parole. Exemples :
- (fr) Il écrit une lettre à son amie[2] ;
- (en) It’s raining now, look « Il pleut maintenant, regarde »[3] ;
- (ro) Acum plec « Maintenant je m’en vais » ;
- (hr) Imam za tebe jedno iznenađenje « J’ai une surprise pour toi »[4] ;
- (hu) Sétálunk a parkban « Nous nous promenons dans le parc »[5].

La valeur omnitemporelle indique le fait que le procès peut se placer à n’importe quel moment du présent, du passé et du futur. À son tour, ce présent peut être gnomique ou itératif.
Le présent gnomique se trouve dans des définitions, théorèmes, maximes, proverbes, etc. :
- (fr) Qui se ressemble s’assemble[6] ;
- (en) York lies on the River Ouse « York se trouve sur la rivière Ouse »[3] ;
- (ro) Împărțirea este o operație matematică « La division est une opération mathématique » ;
- (hr) Zrela kruška sama pada littéralement « La poire mûre tombe d’elle-même » (proverbe)[4].

Le présent itératif exprime une action périodique répétée :
- (en) The old man takes the dog for a walk every morning « Le vieux monsieur promène le chien tous les matins »[3] ;
- (ro) Avionul de Paris are cinci curse săptămânal « L’avion de Paris a cinq vols par semaine » ;
- (cnr) Svako jutro pere zube « Il se brosse les dents tous les matins »[7] ;
- (hu) Minden nap bemegyek a városba « Je vais tous les jours en ville »[5].

Deuxièmement, la forme de présent est parfois utilisée pour les autres valeurs temporelles fondamentales, sans lien avec le présent.
Il peut s’agir du futur, dans le registre courant :
- (fr) J’arrive dans cinq minutes[6] ;
- (en) I’m going home tomorrow « Demain je rentre chez moi »[8] ;
- (ro) Mâine plec la Constanța « Demain je pars pour Constanța » ;
- (sr) Sutra dolazim kod tebe « Demain je viens chez toi »[9].

En hongrois, la forme de présent peut exprimer le futur soit seulement à l’aide d’un complément circonstanciel de temps adéquat (Holnap levelet írok « Demain j’écris une lettre »), soit avec un tel complément et en même temps avec un préfixe qui rend le verbe d’aspect perfectif, soit seulement avec un tel préfixe : (Jövőre) elveszlek feleségül « (L’année prochaine) je t’épouse ».
Le verbe utilisé au présent de l’indicatif au lieu de l’impératif se réfère également au futur :
- (fr) Vous prenez la première rue à droite[6] ;
- (en) You turn left at the church « Tu tournes / Vous tournez à gauche à l’église »[3] ;
- (ro) Stingi chiar acum lumina și te culci! « Tu éteins la lumière tout de suite et tu te couches ! »[11] ;
- (hr) Odmah da dođu svi ovamo! « Que tous viennes tout de suite ici »[12],[13] ;
- (hu) Elmegy a sarokig, és ott jobbra fordul « Vous allez jusqu’au coin de la rue et là vous tournez à droite »[14].

La forme de présent peut aussi exprimer des procès passés par rapport au moment de la parole, dans le registre courant ou soutenu, ce dernier dans certaines œuvres littéraires ou dans des ouvrages d’histoire. Il s’agit du présent appelé « historique » ou « narratif » :
- (fr) Soudain tous les regards se tournent vers la porte [...] (Michel Butor)[6] ;
- (en) Last week I’m walking down this street... « La semaine dernière, je descends cette rue... »[8] ;
- (ro) Ștefan cel Mare devine domn în 1457 și moare în 1504 « Étienne le Grand devient prince régnant en 1457 et meurt en 1504 »[15] ;
- (cnr) Jutros uđem u pogrešan autobus i zakasnim u školu « Hier je prends le mauvais bus et je me mets en retard à l’école »[7].

### En tant que temps relatif
Parfois, la forme de présent a une valeur qui est en rapport avec le temps d’un autre verbe. On dit alors que c’est un temps relatif ou de relation. C’est surtout le cas dans des propositions subordonnées, dont le prédicat est en rapport avec leur verbe régissant.
On peut, par exemple, utiliser le présent à valeur de futur dans le discours indirect, dans une proposition dont le verbe régissant est au futur :
- (fr) Si on m’interroge, je dirai que je ne suis pas au courant de cette affaire[16] ;
- (ro) Voi spune că nu am bani « Je dirai que je n’ai pas d’argent »[1].

En français il est obligatoire d’utiliser le présent pour le prédicat d’une proposition circonstancielle conditionnelle introduite par la conjonction si, dont le verbe régissant est au futur : S’il fait beau, on ira se promener en forêt. Il y a la même règle en anglais : If it rains, the reception will take place indoors « S’il pleut, la réception aura lieu à l’intérieur ».
Il y a une construction analogue, mais facultative, en BCMS (bosnien, croate, monténégrin et serbe), avec la mention que le verbe au présent doit être d’aspect perfectif : (sr) Ako nađem ključ, doneću ti ga « Si je trouve la clé, je te l’apporterai ». De même, dans une phrase complexe ayant la proposition principale au futur, sa proposition de temps peut avoir le prédicat au présent à valeur de futur, toujours à condition qu’il soit perfectif : Oni će igrati tango dok ne padnu od umora « Ils danseront le tango jusqu’à ce qu’ils tombent de fatigue ». En fait, dans ces langues, on ne peut pas employer les verbes perfectifs à la forme de présent avec une valeur de présent, sauf exception, facultativement, pour des actions répétées.
En BCMS et en hongrois, le prédicat d’une proposition subordonnée est au présent pour exprimer la simultanéité avec son verbe régissant au passé:
- (sr) Pitao sam ga šta traži u mojoj sobi « Je lui ai demandé ce qu’il cherchait dans ma chambre »[9] ;
- (hu) Azt hittem, hogy alszik « Je croyais qu’il/elle dormait »[20].

En roumain c’est possible sans être obligatoire, l’imparfait aussi étant possible (N-am observat că vine / venea după mine « Je n’ai pas remarqué qu’il/elle me suivait »), mais ce n’est pas correct dans la plupart des cas en français, ni en anglais.